# Dwayne McClain
Dwayne Edward McClain (Worcester, Massachusetts, 7 de febrero de 1963) es un exjugador de baloncesto estadounidense que jugó una temporada en la NBA, además de hacerlo en la liga francesa, la USBL, la CBA y la liga australiana. Con 1,98 metros de altura, juega en la posición de escolta.

## Trayectoria deportiva

### Universidad
Jugó durante cuatro temporadas con los Wildcats de la Universidad Villanova, en las que promedió 12,4 puntos, 3,5 rebotes y 2,3 asistencias por partido. En su primera temporada fue incluido en el mejor quinteto de novatos, tras promediar 10,4 puntos y 2,5 asistencias. En 1985 ganó junto con su equipo el Torneo de la NCAA, y fue incluido en el mejor quinteto del mismo.

### Profesional
Fue elegido en la vigésimo séptima posición del Draft de la NBA de 1985 por Indiana Pacers, donde jugó una temporada, en la que promedió 3,5 puntos y 1,5 asistencias por partido. Tras ser despedido, hizo la prtemporada al año siguiente con Cleveland Cavaliers, pero fue cortado antes del comienzo de la competición.
Tras quedarse sin equipo, jugó dos temporadas en la liga francesa, regresando a su país en 1988 para jugar en ligas menores como la USBL o la CBA. En 1991 se marchó a jugar a la liga australiana, a los Sydney Kings, donde jugó 3 temporadas, promediando 24,5 puntos por partido, jugando posteriormente en los ya desaparecidos Gold Coast Rollers y Brisbane Bullets. En 1992 fue incluido en el mejor quinteto de la liga.

## Estadísticas de su carrera en la NBA

### Temporada regular
| Temporada | Edad | Equipo         | Liga | P  | TIT | MIN  | TC  | TCA | %TC  | 3P  | 3PA | %3P  | TL  | TLA | %TL  | R.OF. | R.DEF. | REB | ASIS | ROB | TAP | PER | FP  | PTS |
| 1985-86   | 22   | Indiana Pacers | NBA  | 45 | 4   | 10.2 | 1.5 | 4.0 | .383 | 0.0 | 0.2 | .111 | 0.4 | 0.8 | .514 | 0.3   | 0.4    | 0.7 | 1.5  | 0.8 | 0.1 | 0.9 | 1.4 | 3.5 |
| Total     |      |                | NBA  | 45 | 4   | 10.2 | 1.5 | 4.0 | .383 | 0.0 | 0.2 | .111 | 0.4 | 0.8 | .514 | 0.3   | 0.4    | 0.7 | 1.5  | 0.8 | 0.1 | 0.9 | 1.4 | 3.5 |